# 天工开物
《天工开物》是中国古代一部综合性的科学技术著作，有人也称它是一部百科全书式的著作。本书初刊于1637年（明崇祯十年），作者是明朝发明家宋应星。

## 题解

《天工開物》製紙的流程圖。

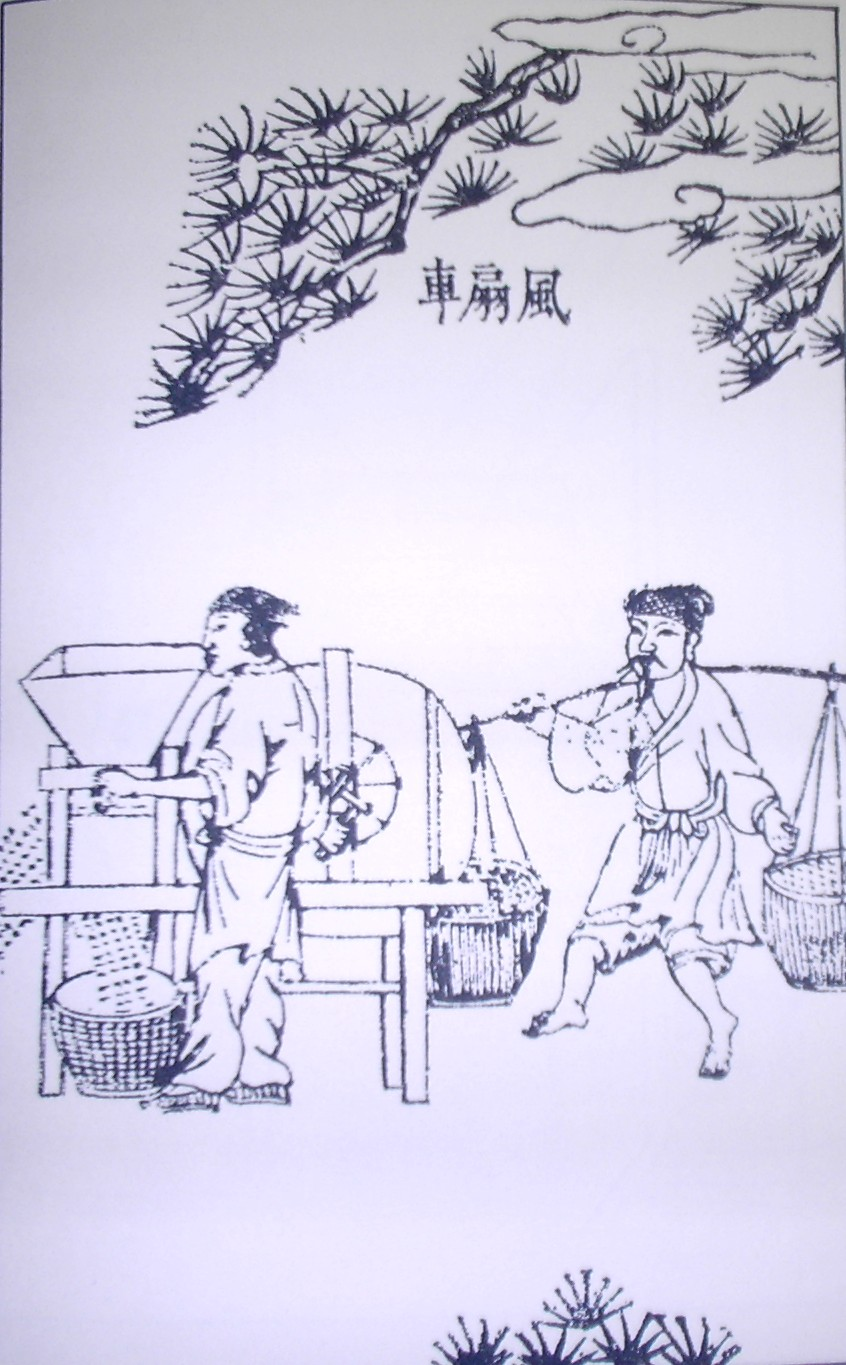
天工開物中的農業機械繪圖

宋应星原本是一介考生，五試不第，後感於「士子埋首四書五經，飽食終日卻不知糧米如何而來；身著絲衣，卻不解蠶絲如何飼育織造」，遂不再應試。曾經旅遊大江南北，行跡遍及江西、湖北、安徽、江蘇、山東、新疆等地，實地考察，注重實學，從東北捕貂到南海採珠、和闐採玉。宋应星在任分宜县教谕期间，将他平时所调查研究的农业和手工业方面的技术整理成书，在崇祯十年，由其朋友涂绍煃资助出版。

## 体例
《天工开物》记载了明朝中叶以前中国古代的各项技术。全书分为上中下三篇18卷。并附有123幅插图，描绘了130多项生产技术和工具的名称、形状、工序。
1. 上篇：
  1. 乃粒：關於糧食作物的栽培技術
  2. 乃服：衣服原料的來源及加工方法
  3. 彰施：植物染料的染色方法
  4. 粹精：穀物的加工過程
  5. 作鹹：介紹六種食鹽的生產方法。
  6. 甘嗜：種植甘蔗、製糖、養蜂的方法。
2. 中篇：
  1. 陶埏：磚、瓦、陶瓷的製作
  2. 冶鑄：金屬用品的鑄造及加工
  3. 舟車：船舶、車輛的結構、型式及製作
  4. 錘鍛：用錘鍛方法製作鐵器和銅器
  5. 燔石：石灰、煤炭等的燒製技術。
  6. 膏液：十六種植物油脂的提取方法。
  7. 殺青：造纸的五個程序：斬竹漂塘、煮楻足火、蕩料入簾、覆簾壓紙、透火烘乾。
3. 下篇： 
  1. 五金：金屬的開採和冶煉
  2. 佳兵：弓箭、弩、干等冷兵器，以及火藥、火砲、地雷、水雷、鳥銃和萬人敵（旋轉型火箭彈）等武器的製造方法。
  3. 丹青：墨和顏料的製作，對油煙、松菸、銀朱（硫化汞）有詳細的描述。
  4. 麴蘖：做酒的方法。
  5. 珠玉：珠寶玉石的來源，如：南海採珠，和闐採玉。

## 流傳
清朝初期，福建書商楊素卿為了使第二版的《天工開物》能夠在清代發行，故將書中「崇禎」、「國朝」、「我朝」等字樣刪去，作了適當改版後便在清初將書行銷各地。
在清代官修頒行到全國各省的百科全書《古今圖書集成》中的《考工》、《食貨》等典中大量轉引《天工開物》各章的內容和插圖（插圖由內府畫師重繪），乾隆初年大學士張廷玉奉敕編寫大型農書《授時通考》多次引用《天工開物》，《天工開物》亦成為向國外出口的書籍之一 。
乾隆前期《天工開物》還在南北各地流通，後來由於在修《四庫全書》時發現《天工開物》中有「北虜」等反清字樣而一度被列為禁書，且沒有被收入四庫全書之中。雖然在《古今圖書集成》以及《授時通考》中仍然可以看到《天工開物》的幾乎全部內容，但較難見到單行本。乾隆晚期後由於有逐漸解禁的趨勢，公開引用《天工開物》的清朝學者也逐漸增多，當中有著有《濱南礦廠圖略》和《植物名實圖考》的吳其濬、被指是第一個用科學眼光看《天工開物》並且幾乎把及其他有關科技書主要內容都遂條摘出，再分類歸入各部，並寫出按語、補充說明及注釋的學貫中西的劉嶽雲、主編《雲南通志·礦政》篇的岑毓英以及著有《中國化學史》的化學史家李喬蘋等。
近三百年來《天工開物》在中國及國外也產生積極良好的影響，引起日本、朝鮮以及歐洲學者的廣泛重視並且得到不少高度評價。

## 评价
《天工开物》是世界上第一部关于农业和手工业生产的综合性著作，被法国汉学家儒莲称为“技术百科全书”。它对中国古代的各项技术进行了系统地总结，构成了一个完整的科学技术体系。对农业方面的丰富经验进行了总结，全面反映了工艺技术的成就。书中记述的许多生产技术，一直沿用到近代。

## 译本
《天工开物》先后被翻译成多种語言。
- 英译本:

Chinese Technology in the Seventeenth Century: T'ien-kung K'ai-wu
Yingxing Song, tr. E-Tu Zen Sun, Shiou-Chuan Sun, Dover Publications ISBN 0-486-29593-1
- 德译本:

Erschließung der himmlischen Schätze,Sung Ying-hsing, Konrad Herrmann (Übersetzer) 2004 ISBN 3-86509-133-4

## 天工開物園

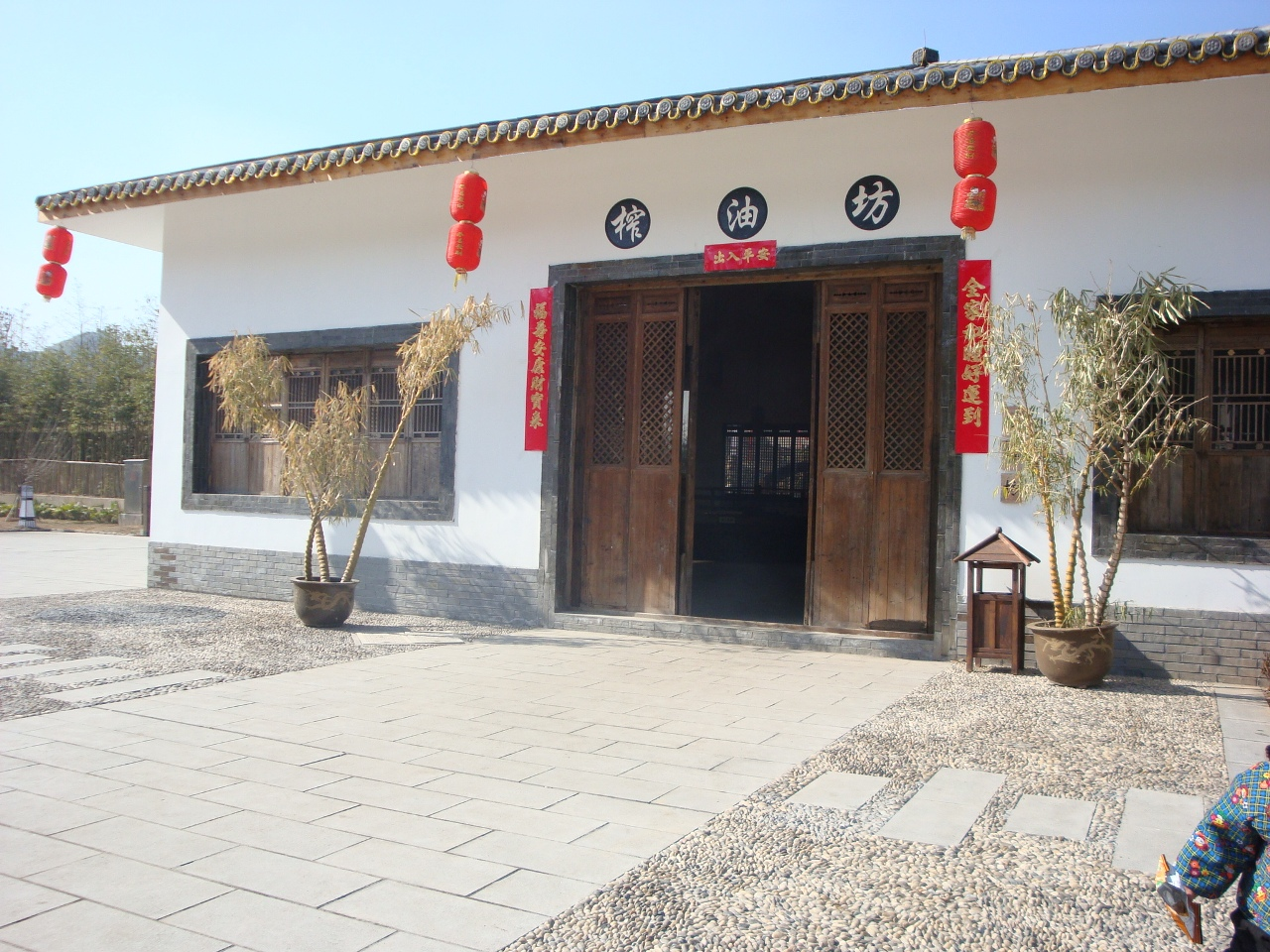
天工開物園榨油房

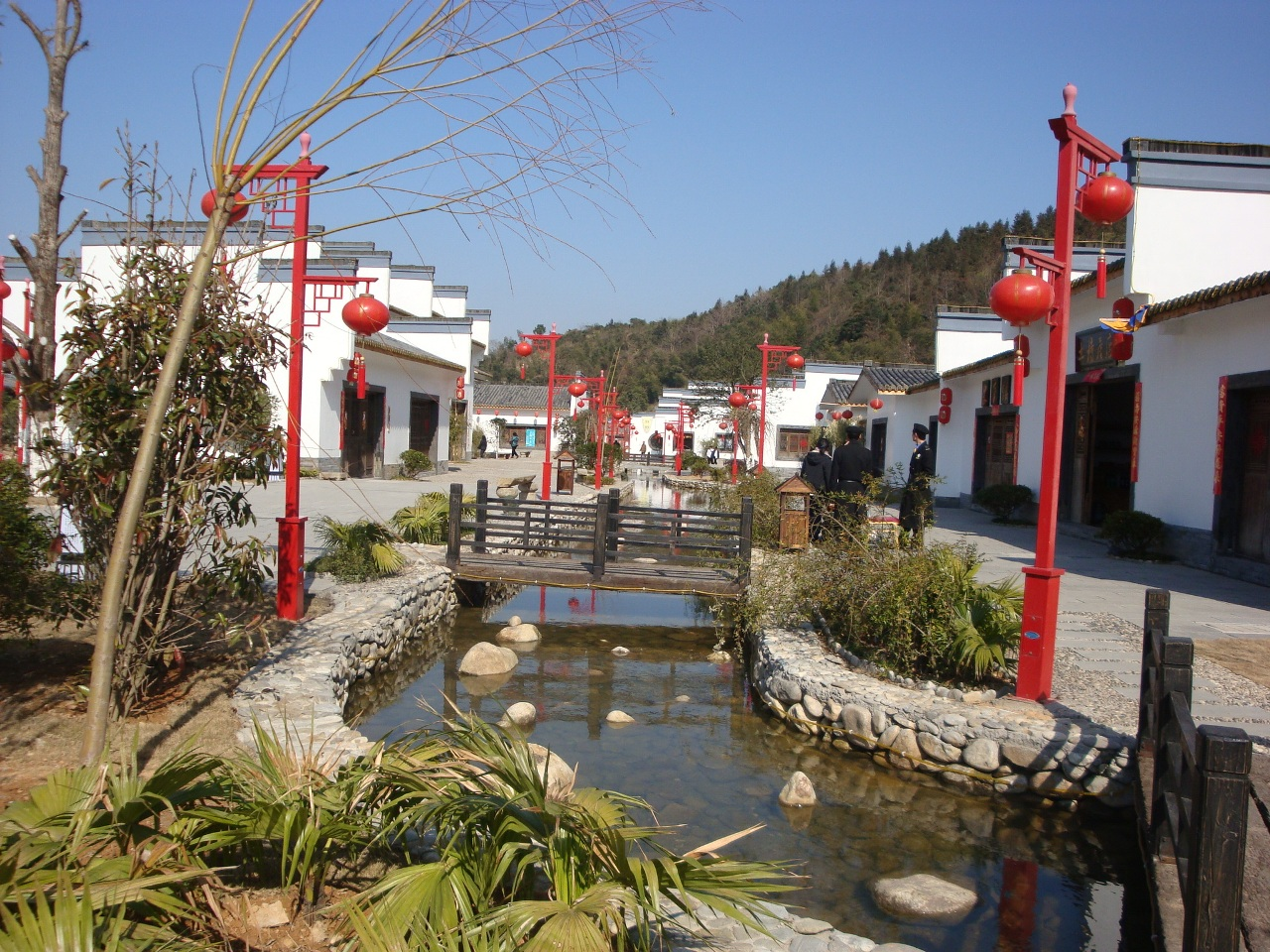
天工開物園内的小溪

为纪念天工开物和宋应星的贡献，在江西省宜春市温汤镇建造了“天工开物园”，园内有根据《天工開物》书中内容建设的各种建筑及制作的物件模型。

## 舞剧《天工开物》
为推进民众了解宋应星以及《天工开物》，导演、编剧、制片人陆川执导舞剧《天工开物》以呈现《天工开物》中的中国古代科技。

## 延伸阅读
[在维基数据编辑]
 在维基文库阅读本作品原文（ 在维基共享资源阅览影像）

## 研究書目
- 藪內清等著，章熊等譯：《天工開物研究論文集》（北京：商務印書館，1959）。